# The Glory Days Tour
A The Glory Days Tour é a quarta turnê do grupo britânico Little Mix, em suporte do seu quarto álbum, Glory Days. Ela foi anunciada em 14 de outubro de 2016. A turnê vai dar início em 21 de maio de 2017, em Birkenhead e vai terminar em Londres. A partir de novembro de 2016, estava prevista para passar por Reino Unido, Europa e Oceania. A banda britânica The Vamps abriu alguns shows da Europa e a cantora Zoe Badwi, prima da integrante Jade Thirlwall, abriu os shows da Austrália. A turnê faturou $43,000,000, o equivalente a 136 milhões de reais, após as vendas de mais de 800,000 ingressos, tornando-se a quinta turnê mais lucrativa de um grupo feminino da história. A turnê já é a segunda a entrar no top 10 das turnês mais lucrativas de grupos femininos de todos os tempos, a primeira foi a The Get Weird Tour em oitavo lugar. Aproveitando o relançamento do álbum Glory Days, o grupo Little Mix decidiu ficar mais tempo na estrada. No dia 27 de novembro, o grupo anunciou que faria uma nova turnê em 2018 chamada “The Summer Hits Tour”. Ela rodaria parques e estádios do Reino Unido em julho.

## Antecedentes
Antecedendo o lançamento do seu quarto álbum, Glory Days, Little Mix lançou o primeiro single do mesmo, Shout Out to My Ex,  que teve grande sucesso ao redor do globo. Em novembro de 2016, Little Mix lança seu quarto álbum de estúdio, que ficou por cinco semanas consecutivas em primeiro lugar fazendo de Little Mix a ter tido o maior número de semanas em #1 com um álbum. Em 12 de dezembro Little Mix confirmou a canção Touch como o segundo single do álbum, que obteve ótimo desempenho. Ambos os single foram certificados platina, assim como o álbum. No início do ano de 2017, após o grupo ter recebido três indicações ao Brit Awards em "Melhor Vídeo Clipe do Ano", "Melhor Música" e "Melhor Grupo" conseguindo vencer seu primeiro Brit Award como Melhor Música Britânica com "Shout Out To My Ex".  O grupo ganhou também um Kid's Choice Awards como "Artista Global Favorito". Em 3 de março de 2017 o grupo anunciou a canção "No More Sad Songs" como terceiro single do álbum, desta vez, uma diferente versão da original contendo a participação do cantor norte-americano Machine Gun Kelly. Em 21 de maio, Little Mix dá início a turnê, com shows da Glory Days Tour" e da "Summer Shout Out Tour", que são shows que fazem parte de festivais pela Europa e Reino Unido.

## Atos de abertura
Como atos de abertura dos shows na Europa o grupo convidou a banda The Vamps, Conor Maynard, Bronnie, Ella Eyre, Sheppard e a cantora Louisa Johnson; e a cantora australiana prima de Jade, integrante do grupo, Zoe Badwi como ato de abertura dos cinco shows na Austrália.

## Repertório
O repertório abaixo é constituído do show feito em 21 de maio de 2017 em Birkenhead.

### Summer Shout Out Tour
1. "Power"
2. "Black Magic"
3. "Salute"
4. "Down & Dirty"
5. "F.U."
6. "Hair"
7. "Your Love"
8. "Secret Love Song"
9. "No More Sad Songs"
10. "You Gotta Not"
11. "Wings"
12. "Touch"
13. "Nobody Like You" (Europa)
14. "Shout Out to My Ex"

- Durante os shows da Austrália e Nova Zelândia, Little Mix não cantou a canção "Nobody Like You"
- No show de 22 de julho, em Melbourne, o grupo cantou "Mr. Loverboy" com o público.
- No show de 28 de julho, em Brisbane, o grupo cantou "Boy" com o público.
- No show de 29 de julho, em Sydney, Little Mix cantou "Nothing Feels Like You" com o público.

### Glory Days Tour (Europa)
1. "Power"
2. "Black Magic"
3. "Private Show"
4. "Move"
5. "F.U."
6. "No More Sad Songs"
7. "Your Love"
8. "Secret Love Song"
9. "Nothing Else Matters"
10. "Wings"
11. "Salute"
12. "Down & Dirty"
13. "DNA"/"Freak"
14. "Hair"
15. "Touch"/"Reggaetón Lento (Remix)"
16. "Shout Out to My Ex

## Datas da turnê
|                                  |                    |                  |                                 |  |  |
| Europa — Summer Shout Out Tour   |                    |                  |                                 |  |  |
| 21 Maio 2017                     | Birkenhead         | Inglaterra       | Prenton Park                    |  |  |
| 24 Maio 2017                     | Berlim             | Alemanha         | Mercedes Benz Arena             |  |  |
| 25 Maio 2017                     | Düsseldorf         | Alemanha         | Mitsubishi Electric Halle       |  |  |
| 27 Maio 2017                     | Viena              | Áustria          | Gasômetro                       |  |  |
| 28 Maio 2017                     | Kingston upon Hull | Inglaterra       | Burton Constable Hall           |  |  |
| 29 Maio 2017                     | Zurique            | Suíça            | Samsung Hall                    |  |  |
| 30 Maio 2017                     | Milão              | Itália           | Mediolanum Forum                |  |  |
| 31 Maio 2017                     | Munique            | Alemanha         | Olympiahalle                    |  |  |
| 2 junho 2017                     | Antuérpia          | Bélgica          | Lotto Arena                     |  |  |
| 3 junho 2017                     | Amsterdã           | Países Baixos    | Heineken Music Hall             |  |  |
| 5 junho 2017                     | Copenhague         | Dinamarca        | Valby-Hallen                    |  |  |
| 6 junho 2017                     | Estocolmo          | Suécia           | Annexet                         |  |  |
| 8 junho 2017                     | Paris              | França           | Zénith de Paris                 |  |  |
| 23 junho 2017                    | Newmarket          | Inglaterra       | Newmarket Racecourse            |  |  |
| 24 junho 2017                    | Gloucester         | Inglaterra       | Kingsholm Stadium               |  |  |
| 25 junho 2017                    | Twickenham         | Inglaterra       | Twickenham Stoop Stadium        |  |  |
| 29 junho 2017                    | Dundee             | Escócia          | Slessor Gardens                 |  |  |
| 30 junho 2017                    | Edimburgo          | Escócia          | Royal Highland Showground       |  |  |
| 1 julho 2017                     | Derby              | Inglaterra       | Donington Park                  |  |  |
| 6 julho 2017                     | Scarborough        | Inglaterra       | Scarborough Open Air Theatre    |  |  |
| 7 julho 2017                     | Londres            | Inglaterra       | Old Royal Naval College         |  |  |
| 8 julho 2017                     | Colwyn Bay         | País de Gales    | Eirias Park                     |  |  |
| 9 julho 2017                     | Southampton        | Inglaterra       | Ageas Bowl                      |  |  |
| 13 julho 2017                    | Monmouthshire      | País de Gales    | Caldicot Castle                 |  |  |
| 14 julho 2017                    | Exeter             | Inglaterra       | Powderham Castle                |  |  |
| 15 julho 2017                    | Durham             | Inglaterra       | Durham County Cricket Club      |  |  |
| 16 julho 2017                    | Carlisle           | Inglaterra       | Bitts Park                      |  |  |
| Oceania — Summer Shout Out Tour  |                    |                  |                                 |  |  |
| 20 julho 2017                    | Perth              | Austrália        | Crown Perth                     |  |  |
| 22 julho 2017                    | Melbourne          | Austrália        | Margaret Court Arena            |  |  |
| 23 julho 2017                    | Melbourne          | Austrália        | Margaret Court Arena            |  |  |
| 26 julho 2017                    | Adelaide           | Austrália        | AEC Theatre                     |  |  |
| 28 julho 2017                    | Brisbane           | Austrália        | Brisbane Entertainment Centre   |  |  |
| 29 julho 2017                    | Sydney             | Austrália        | Qudos Bank Arena                |  |  |
| 30 julho 2017                    | Auckland           | Nova Zelândia    | Vector Arena                    |  |  |
| Europa — Summer Shout Out Tour   |                    |                  |                                 |  |  |
| 1 setembro 2017                  | Ardingly           | Inglaterra       | South of England Show           |  |  |
| 2 setembro 2017                  | Liverpool          | Inglaterra       | Otterspool Promenade            |  |  |
| 3 setembro 2017                  | Norwich            | Inglaterra       | Earlham Park                    |  |  |
| Europa — Glory Days Tour         |                    |                  |                                 |  |  |
| 9 outubro 2017                   | Aberdeen           | Escócia          | GE Oil and Gas Arena            |  |  |
| 10 outubro 2017                  | Aberdeen           | Escócia          | GE Oil and Gas Arena            |  |  |
| 11 outubro 2017                  | Newcastle          | Inglaterra       | Metro Radio Arena               |  |  |
| 13 outubro 2017                  | Birmingham         | Inglaterra       | Genting Arena                   |  |  |
| 14 outubro 2017                  | Leeds              | Inglaterra       | First Direct Arena              |  |  |
| 16 outubro 2017                  | Liverpool          | Inglaterra       | Echo Arena                      |  |  |
| 17 outubro 2017                  | Sheffield          | Inglaterra       | Motorpoint Arena Sheffield      |  |  |
| 19 outubro 2017                  | Glasgow            | Escócia          | The SSE Hydro                   |  |  |
| 20 outubro 2017                  | Manchester         | Inglaterra       | Manchester Arena                |  |  |
| 26 outubro 2017                  | Londres            | Inglaterra       | The O2 Arena                    |  |  |
| 27 outubro 2017                  | Sheffield          | Inglaterra       | Sheffield Arena                 |  |  |
| 28 outubro 2017                  | Sheffield          | Inglaterra       | Sheffield Arena                 |  |  |
| 30 outubro 2017                  | Cardiff            | País de Gales    | Motorpoint Arena Cardiff        |  |  |
| 31 outubro 2017                  | Cardiff            | País de Gales    | Motorpoint Arena Cardiff        |  |  |
| 1 novembro 2017                  | Liverpool          | Inglaterra       | Echo Arena                      |  |  |
| 3 novembro 2017                  | Newcastle          | Inglaterra       | Metro Radio Arena               |  |  |
| 4 novembro 2017                  | Newcastle          | Inglaterra       | Metro Radio Arena               |  |  |
| 6 novembro 2017                  | Dublin             | Irlanda          | 3Arena                          |  |  |
| 7 novembro 2017                  | Belfast            | Irlanda do Norte | The SSE Arena                   |  |  |
| 8 novembro 2017                  | Belfast            | Irlanda do Norte | The SSE Arena                   |  |  |
| 10 novembro 2017                 | Glasgow            | Escócia          | The SSE Hydro                   |  |  |
| 11 novembro 2017                 | Glasgow            | Escócia          | The SSE Hydro                   |  |  |
| 13 novembro 2017                 | Leeds              | Inglaterra       | First Direct Arena              |  |  |
| 14 novembro 2017                 | Nottingham         | Inglaterra       | Motorpoint Arena Nottingham     |  |  |
| 15 novembro 2017                 | Nottingham         | Inglaterra       | Motorpoint Arena Nottingham     |  |  |
| 17 novembro 2017                 | Birmingham         | Inglaterra       | Genting Arena                   |  |  |
| 18 novembro 2017                 | Birmingham         | Inglaterra       | Genting Arena                   |  |  |
| 20 novembro 2017                 | Liverpool          | Inglaterra       | Echo Arena                      |  |  |
| 21 novembro 2017                 | Manchester         | Inglaterra       | Manchester Arena                |  |  |
| 22 novembro 2017                 | Manchester         | Inglaterra       | Manchester Arena                |  |  |
| 25 novembro 2017                 | Londres            | Inglaterra       | The O2 Arena                    |  |  |
| 26 novembro 2017                 | Londres            | Inglaterra       | The O2 Arena                    |  |  |
| Asia - The Summer Hits Tour 2018 |                    |                  |                                 |  |  |
| 24 Março 2018                    | Chiba              | Japão            | Makuhari Messe                  |  |  |
| 25 Março 2018                    | Kobe               | Japão            | Kobe World Hall                 |  |  |
| Europa                           |                    |                  |                                 |  |  |
| 6 Julho 2018                     | Hove               | Inglaterra       | The 1st Central County Ground   |  |  |
| 7 Julho 2018                     | Swansea            | País de Gales    | Liberty Stadium                 |  |  |
| 8 Julho 2018                     | Colchester         | Inglaterra       | Weston Homes Community Stadium  |  |  |
| 12 Julho 2018                    | Northampton        | Inglaterra       | County Ground                   |  |  |
| 13 Julho 2018                    | Hull               | Inglaterra       | KCOM Craven Park                |  |  |
| 14 Julho 2018                    | Bolton             | Inglaterra       | Macron Stadium                  |  |  |
| 15 July 2018                     | Huddersfield       | Inglaterra       | John Smith’s Stadium            |  |  |
| 19 Julho 2018                    | Derby              | Inglaterra       | The 3AAA County Ground          |  |  |
| 20 Julho 2018                    | Lincoln            | Inglaterra       | Lincolnshire Showground         |  |  |
| 21 Julho 2018                    | Norwich            | Inglaterra       | Earlham Park                    |  |  |
| 22 Julho 2018                    | Maidstone          | Inglaterra       | Kent Event Centre               |  |  |
| 26 Julho 2018                    | Gateshead          | Inglaterra       | Gateshead International Stadium |  |  |
| 27 Julho 2018                    | Falkirk            | Escócia          | Falkirk Stadium                 |  |  |
| 28 Julho 2018                    | Aberdeen           | Escócia          | AECC Outdoors                   |  |  |
| 29 Julho 2018                    | Inverness          | Escócia          | Bught Park                      |  |  |